# Zolessia trilunula
Zolessia trilunula är en fjärilsart som beskrevs av Herrich-Schäffer 1856. Zolessia trilunula ingår i släktet Zolessia och familjen silkesspinnare. Inga underarter finns listade i Catalogue of Life.